# Assidat zgougou

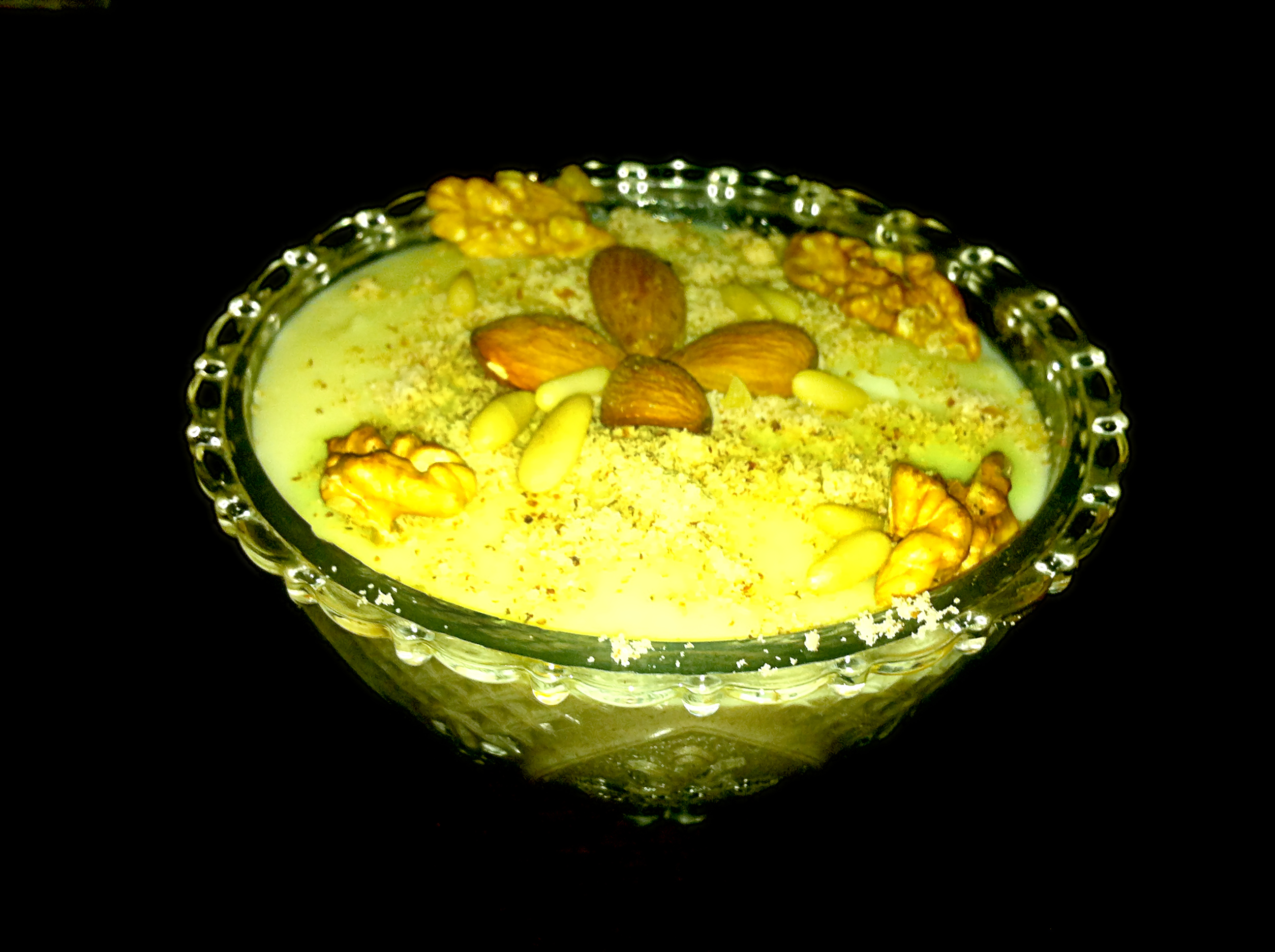
Assidat zgougou

Assidat zgougou är en tunisisk efterrätt, som i huvudsak består av en kräm av rostade pinjekärnor, vetemjöl, socker, mjölk och ägg. Den hör traditionellt till högtiden Mawlid, och det är vanligt att släktingar och vänner utbyter skålar med rikt dekorerad assidat zgougou. 